# Valderrueda (Soria)
Valderrueda es un entidad local menor española perteneciente al municipio de Fuentepinilla, en la provincia de Soria, comunidad autónoma de Castilla y León. Forma parte de la comarca de Berlanga.

## Geografía
Situada en una hondonada rodeada de colinas que la protegen de los vientos en invierno, dista de la capital 36 kilómetros, dirección sur por la carretera SO-100 en dirección a Berlanga de Duero (Soria).
Se asienta en la umbría de una ladera. Tiene una fuente estupenda que mana todo el año.

## Demografía
Valderrueda (Soria) contaba a 1 de enero de 2010 con una población de 31 habitantes, 16 hombres y 15 mujeres.
| Gráfica de evolución demográfica de Valderrueda (Soria) entre 2000 y 2010                        |
|                                                                                                  |
| Población de derecho (2000-2010) según los censos de población del INE a 1 de enero de cada año. |

## Gentilicio
Valderruedanos o más popularmente grillos, entre los pueblos aledaños, que también tienen su gentilicio espurio:  (cavilas, coscurros, cortezones, etc…).

## Historia
Son pocos los datos directos de sus orígenes y evolución. De forma indirecta se sabe que era parte de la Comunidad de Villa y Tierra de Andaluz formada por Andaluz, Centenera de Andaluz, Quintanar (despoblado), Tajueco, Valderrodilla, Fuentepinilla, Fuentelárbol, Ventosa de Fuentepinilla, Torreandaluz, Osona, Fuentelfresno (despoblado) y La Seca y la misma Valderrueda.
Dicha comunidad fue constituida por el Fuero de Andaluz, otorgado en el año 1089 por Gonzalo Núñez, reinando Alfonso VI de Castilla y León en el contexto de la repoblación durante la reconquista.
Texto extraído, de: 
Lafuente Álvarez, Enrique.2004.(en-línea).Disponible en: http://www.cajarural.com/soria/virtual/turismo/andaluz/historia.htm. Consultado: 14/05/07.
Copyright © Enrique Álvarez Lafuente.4
Aunque no existe documentación que lo corrobore, en el paraje de "La atalaya",  pudo estar una de las torres vigías que salpican las tierras en torno al Duero, dependiente esta, por su situación, de la alcazaba que debió existir encima del portillo de Andaluz
A la caída del Antiguo Régimen la localidad se constituye en municipio constitucional , en la región de Castilla la Vieja que en el censo de 1842 contaba con 24 hogares y 98 vecinos. Hacia mediados del siglo XIX el lugar, por entonces con ayuntamiento propio, tenía contabilizadas 40 casas. Aparece descrito en el decimoquinto volumen del Diccionario geográfico-estadístico-histórico de España y sus posesiones de Ultramar de Pascual Madoz de la siguiente manera:

VAL DE RUEDA: l. con ayunt. en la prov. de Soria (6 leguas), part. jud. de Almazan (3), aud. terr. y c. g. de Burgos (27), dióc. de Osma (4); sit. en la ladera setentrional de un cerro con buena ventilacion y clima frió; tiene 40 casas; la consistorial en la que se halla la escuela á cargo de un maestro dotado con 19 fan. de trigo: una igl. parr. (La Asuncion de Ntra. Sra), servida por un cura y un sacristan: confina el térm. con los de Fuentepinilla, Val de Rodilla y Andaluz: el terreno fertilizado por un pequeño riach.; es de mediana calidad. caminos: los que dirigen á los pueblos limítrofes, en mal estado: correo, se recibe y despacha en la cab. del part. prod.: trigo, cebada, centeno, avena, legumbres, hortalizas y buenos pastos, con los que se mantiene ganado lanar, vacuno y de cerda; hay caza de liebres y perdices. pobl.: 24 vec. 98 almas. cap. imp.: 49,831 rs.
(Madoz, 1849, p. 259)

Entre el censo de 1857 y el anterior el municipio de Valderrueda desapareció, al integrarse en el de Fuentepinilla.

## Arquitectura

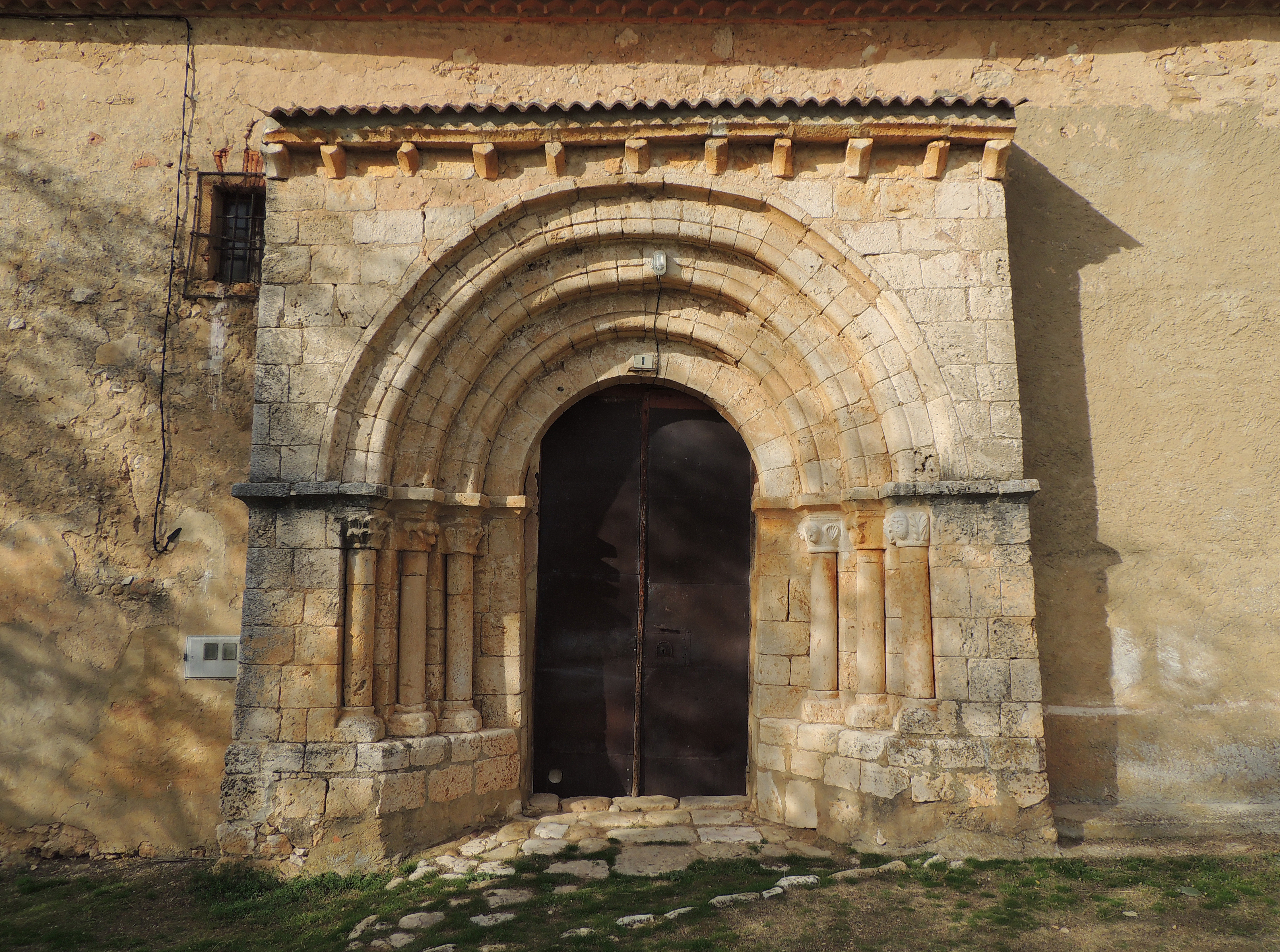
Iglesia de Nuestra Señora de la Asunción

En la localidad hay un templo bajo la advocación de la Asunción de Nuestra Señora. Tuvo inicialmente estructura románica, de la que solo ha llegado a nosotros la Portada abierta en el lado de la epístola de la nave, pues en el siglo XVI el edificio fue enteramente reconstruido. A esta época pertenece su actual Capilla Mayor, que en su estancia cuadrangular cubierta con bóveda de terceletes de cinco claves, exornada con florones. Los nervios, presentan perfil triangular y arrancan junto al testero de mensuras con molduración renaciente y esquemas gallonados; los restante apeos son pilares toscaza, con semicolumnas adosadas en sus frentes, encargadas de recibir el Arco Triunfal … en cuanto a su datación ha de situarse hacia la mitad del siglo XVI… por fuera la capilla luce un aparejo de sillarejo, mampostería y sencillos contrafuertes rectangulares.”
- Se distinguen en dicha iglesia los restos de lo que podría haber sido un reloj de sol.
- Al parecer existía hasta el siglo XIX otra puerta en el lado del cementerio.

En lo referido a la arquitectura popular, a diferencia de otros pueblos de la provincia, no hay en el pueblo casas de piedra que sobresalgan. Las casas son construcciones de ladrillo de adobe sobre cimientos de piedra de sillarejo o mampostería. Algunas de las casas conservan los hornos de adobe de cocer pan y chimeneas de tipo cónico en la cocina.
En lo que un día fueron las escuelas, hay habilitado hoy un museo etnográfico realizado con las aportaciones de todos los vecinos y que recoge las tradiciones tanto del trabajo, como de la vida cotidiana.
Se conserva la antigua fragua, que amenaza con venirse abajo si no se interviene en ella con urgencia.
A las afueras del pueblo, hay todavía restos de una "pobrera", lugar en el que se daba cobijo a los pobres que venían pidiendo de pueblo en pueblo.
Queda todavía en pie, dispersas por el término, algunas tainas, rediles en los que se guardaba los rebaños de ovejas.
Todavía se ven en el Bosque de San Jerónimo dos casas de carbonero, construidas por Jaimito, el último carbonero que desempeñó este tradicional oficio de hacer carbón vegetal con madera de carrasca. Son construcciones muy curiosas hechas con troncos de encina, que se camuflan perfectamente con el entorno.
En el mismo bosque de San Jerónimo, existen también de una enorme casona, hoy en ruinas, recogida en el Catastro del Marqués de la Ensenada. La casa, con buena piedra de sillería en las puertas, tenía en su interior una capilla dedicada a San Jerónimo, que fue expoliada en los años ochenta y tras el expolio comenzó el abandono de la misma.

## Fiestas
- Santos Gervasio y Protasio 19 de junio. Existe la tradición de que aunque la patrona de la parroquia es Nuestra Sra. de la Asunción, un 19 de junio de finales del siglo XIX se vieron los sembrados atacados por una plaga de langosta que los devoraba. Debido a la intercesión de los mencionados Santos, esta plaga apareció muerta junto a las paredes de una ermita que a dichos santos había advocada en las afueras del pueblo. Hay un paraje llamado La Cruz del Santo, donde se levanta una cruz monolítica vigilada por dos enormes chopos, en el lugar que la tradición atribuye a la hoy desaparecida ermita.
- Tradicionalmente, las fiestas acababan el tercer día con la tradicional "soparra": se va de casa en casa pidiendo la "gallofa", es decir torta buena, elaborada especialmente para esos días. Al anochecer se mezclan en una tarriza de barro la torta con vino que se coloca en medio de la plaza y dos guardianes la custodian con dos troncos de madera. Mientras se reparte una taza por persona, los más jóvenes intentan robar la tarriza.